# Wackersberg (Bawaria)
Wackersberg – miejscowość i gmina w Niemczech, w kraju związkowym Bawaria, w rejencji Górna Bawaria, w regionie Oberland, w powiecie Bad Tölz-Wolfratshausen. Leży około 4 km na południe od Bad Tölz, przy drodze B13 i B472.

## Polityka
Wójtem gminy jest Alois Bauer z WG Oberfischbach, poprzednio urząd ten obejmował Georg Kellner, rada gminy składa się z 16 osób.
|      | FWG Wackersberg-Arzbach | WG Oberfischbach | UWG Wackersberg-Oberfischbach | Razem |
| 2008 | 4                       | 6                | 6                             | 16    |
| 2002 | 9                       | 7                | -                             | 16    |